# Méraud Guevara
Meraud Michelle Wemyss Guinness, también conocida como Meraud Guevara (Londres, 24 de junio de 1904-Aix-en-Provence, 6 de mayo de 1993) fue una pintora, escritora y poeta británica. Vivió la mayor parte de su vida en Francia, tras establecerse allí con su marido, Álvaro Guevara.

## Trayectoria

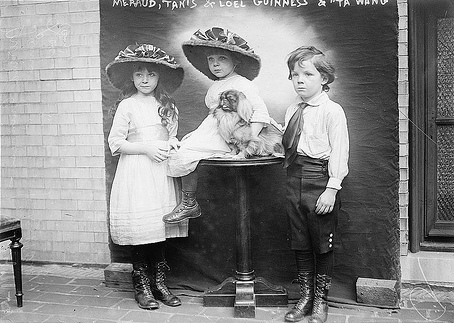
Meraud, Tanis y Loël Guinness

Nació como Meraud Michelle Wemyss Guinness en Londres el 24 de junio de 1904, miembro de la famosa y rica familia Guinness . 
A los 19 años comenzó sus estudios en la Slade School of Fine Art de Londres y estudió con Henry Tonks. De 1926 a 1927 estudió en Nueva York con el escultor Alexander Archipenko. Durante su estancia también escribió para la revista Vogue. Se mudó a París donde estudió en la Academia Julian y la Académie de la Grande Chaumière con Francis Picabia y Pierre Tal-Coat.
Se casó con el pintor chileno Álvaro Guevara en 1929. Tras el nacimiento de su hija Alladine Guevara en 1931 se separaron y ella se trasladó a residir en el sur de Francia, en Aix-en-Provence junto al pintor Martin Roch.
En esta época mantuvo una intensa actividad artística creando una imaginería personal que puede encuadrarse dentro del realismo mágico. Uno de sus temas favoritos era la representación de personajes femeninos que desprenden una vaga sensación de soledad y misterio.
Su primera exposición individual en Nueva York celebrada en 1939 en Valentine Gallery le dio una notoriedad que hizo que Peggy Guggenheim la invitara a participar en The Exhibition by 31 Women. En ella expuso una naturaleza muerta.
Murió en París el 6 de mayo de 1993. 